# Пасареа (Илфов)
Пасареа (рум. Pasărea) насеље је у Румунији у округу Илфов у општини Бранешти. Oпштина се налази на надморској висини од 73 m.

## Становништво
Према подацима из 2002. године у насељу је живело 840 становника, од којих су сви румунске националности.